# 콜도 아기레
루이스 마리아 "콜도" 아기레 비다우라사가(스페인어: Luis María "Koldo" Aguirre Vidaurrázaga; 1939년 4월 27일, 바스크 주 손디카 ~ 2019년 7월 3일, 바스크 주 빌바오)는 스페인의 전 축구 미드필더이자 감독이다.
그는 아틀레틱 빌바오에서 12년 동안 활약하였는데, 그 동안 297번의 공식 경기에 출전(61골을 넣었다)하였고, 코파 델 레이 우승을 두 번 해냈다.

## 선수 경력

### 클럽
아기레는 비스카이아 도 손디카 출신으로, 1957년에 18세의 나이로 바스크 지역 구단 게초에서 아틀레틱 빌바오로 이적하였고, 얼마 지나자 1군 선수가 되었다. 그는 1958년 1월 19일, 1-2로 패한 사라고사와의 원정 경기에서 라 리가 신고식을 치렀고, 아기레는 프로 1년차를 3경기 출장에 그친 채 마쳤다. 이 시즌에 빌바오는 코파 델 헤네랄리시모를 우승하였다.
이후 기간 동안, 아기레는 아틀레틱의 주전으로 활약하였는데, 1961-62 시즌에는 29경기에 출전해 개인 단일 시즌 최다인 11골을 득점해 소속 구단이 리그를 5위를 마칠 수 있도록 했다. 1965년 10월 10일, 그는 4-3으로 이긴 에스파뇰과의 원정 경기에서 11분 만에 4골을 넣었는데, 그가 대량 득점을 한 상대 골키퍼는 전 동료이자 그의 가까운 친구인 카르멜로 세드룬이었다. 그는 사자 군단으로서의 별 많은 출전 기회를 잡지 못하고 마지막 시즌을 보냈는데, 그의 소속 구단은 엘체를 잡고 두 번째 코파 델 헤네랄리시모 우승에 보탰다.
1969년, 30세가 된 아기레는 같은 리그에 속한 사바델로 이적하여 1969-70 시즌 중도에 은퇴하였는데, 당시 사바델 소속으로 불과 115분밖에 활약하지 못한 것은 그의 동생 이냐키(플루스 울트라의 골키퍼)가 백혈병으로 갑자기 세상을 떠나 가족을 부양할 필요가 있었기 때문이었다. 그는 알리칸테에서 아마추어 선수로 더 뛴 적이 있고, 훗날 아틀레틱 빌바오의 홍보 대사로 지지자들과 같이 일했다.

### 국가대표팀
아기레는 4년 동안 스페인 국가대표팀 경기에 7번 출전했다. 그의 첫 국가대표팀 경기는 1961년 4월 19일, 2-1로 이긴 웨일스와의 1962년 FIFA 월드컵 예선전 경기였다.

## 감독 경력
아기레는 이후 하부 리그 구단들의 감독을 맡았다. 그는 수석 코치로서 아틀레틱 빌바오에 복귀했는데, 그는 당시 아기레는 이미 빌바오 2군 선수단과 이웃 알라베스의 지휘봉을 잡아 본 적이 있다. 그는 1976-77 시즌에 1군 감독으로 올라섰고, 3년 동안 빌바오 선수단은 3위의 성적을 두 차례 냈으며, 1977년에는 코파 델 레이와 UEFA컵의 결승전에 진출하였다.
아기레는 이후 3년 동안 또다른 1부 리그 구단인 에르쿨레스의 감독을 역임했고, 그의 마지막 임기인 1981-82 시즌에는 2부 리그로 강등되었다. 그는 이듬해에 발렌시아의 감독을 맡은 감독 3명 중 하나가 되었고, 막판 7번의 경기를 지휘하여 3승 2무 2패를 내어 리그를 15위로 마쳤는데, 15위는 처음 강등권을 탈출할 당시 순위였다. 더 나아가서, 발렌시아는 최종전에서 선두 레알 마드리드를 꺾어 1부 리그 잔류도 확정했지만, 동시에 아틀레틱의 우승을 선사하였고, 친정 구단은 16위에 있던 라스 팔마스를 이기고 2부 리그로 떨어뜨리는 것으로 발렌시아에 보답했다.
그는 또다른 1부 리그 구단을 잠깐 맡았는데, 마요르카를 지휘했고, 이후 아기레는 하부 리그 구단으로 돌아가 빌바오 아틀레틱을 비롯한 여러 구단의 감독직을 맡았다.

## 최후
아기레는 2019년 7월 3일에 빌바오에서 향년 80세로 영면에 들었다.

## 수상

### 감독
아틀레틱 빌바오
- 코파 델 레이 준우승: 1976-77[10]
- UEFA컵 준우승: 1976-77[1]